# Mihai Mincă
Mihai Adrian Mincă (Gyulafehérvár, 1984. október 8. –) román utánpótlás-válogatott labdarúgó, szabadon igazolható.

## Pályafutása

### Klubcsapatokban
Mincă a Minaur Zlatna csapatában kezdte pályafutását, majd 2003-ban leigazolta őt az akkor élvonalbeli Unirea Alba Iulia csapata. 2005 és 2008 között a Rapid București labdarúgójaként kétszer is elhódította a román kupát. 2008 és 2011 között megfordult a szintén élvonalbeli Gloria Buzău és Brasov csapataiban is, majd 2011-ben szerződtette őt a CFR 1907 Cluj, mellyel már az első szezonjában bajnok lett. 2016-ban megszerezte a csapattal önmaga harmadik román kupagyőzelmét is. 2018 nyarán a magyar elsőosztályú Kisvárda FC csapata szerződtette őt.

### Válogatottban
2006-ban egy alkalommal szerepelt a román U21-es labdarúgó-válogatottban.

## Sikerei, díjai
- Rapid București:
  - Román kupa: 2006, 2007
- CFR 1907 Cluj:
  - Román labdarúgó-bajnokság: 2011–12
  - Román kupa: 2016